# Preble (Nueva York)
Preble es un pueblo ubicado en el condado de Cortland en el estado estadounidense de Nueva York. En el año 2000 tenía una población de 1.582 habitantes y una densidad poblacional de 22.7 personas por km².

## Geografía
Preble se encuentra ubicado en las coordenadas 42°44′52″N 76°8′19″O / 42.74778, -76.13861.

## Demografía
Según la Oficina del Censo en 2000 los ingresos medios por hogar en la localidad eran de $41,908, y los ingresos medios por familia eran $45,789. Los hombres tenían unos ingresos medios de $33,333 frente a los $25,109 para las mujeres. La renta per cápita para la localidad era de $18,983. Alrededor del 7.7% de la población estaban por debajo del umbral de pobreza.